# Pseudarchaster jordani
Pseudarchaster jordani is een kamster uit de familie Pseudarchasteridae.
De wetenschappelijke naam van de soort werd in 1906 gepubliceerd door Walter Kenrick Fisher.